# Bahçe

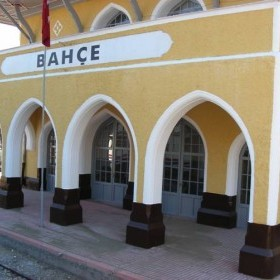
Bahçe railway station

Bahçe este un oraș din provincia Osmaniye, Turcia.

## Personalități
- Devlet Bahçeli, politician și președinte al MHP